# Els Fitons
Els Fitons és una obra de Corbera de Llobregat (Baix Llobregat) inclosa a l'Inventari del Patrimoni Arquitectònic de Catalunya.

## Descripció
És un conjunt de dues masies amb construccions adossades, avui gairebé voltades de bosc. La construcció original ha sofert reformes i addicions, modificant l'alçat basilical de la més gran. Al costat de ponent es pot observar la degradació que ha sofert una part dels edificis annexos. L'accés és per un trencall del Camí de Mas Panyella, que passa per la font de les Febres i ben a prop hi ha la masia.

## Història
Originàriament pertanyia a Can Planas, segons figura en una Concòrdia del 1576. La construcció dels Fitons és molt posterior. Segons sembla, fou heretada per un dels fills, en desfer-se o vendre's la finca els Planas, per a rescabalar-se de la legítima no cobrada. El nom "Els Fitons" sembla un motiu sobreposat. Als anys 1980, els propietaris es deien Oliver.